# Elezioni comunali in Abruzzo del 1998
Le elezioni comunali in Abruzzo del 1998 si sono svolte il 24 maggio (con ballottaggio il 7 giugno), e il 29 novembre (con ballottaggio il 13 dicembre).

## Riepilogo sindaci eletti
Coalizione di centro-destra
     Coalizione di centro-sinistra
     Coalizione di centro
     Coalizione di sinistra
     Commissario straordinario
| Provincia | Comune              | Data                     | Popolazione legale (censimento 1991) | Sindaco uscente | Sindaco uscente             | Sindaco eletto | Sindaco eletto             | Primo turno | Primo turno | Secondo turno | Secondo turno | Seggi   |
| Provincia | Comune              | Data                     | Popolazione legale (censimento 1991) | Sindaco uscente | Sindaco uscente             | Sindaco eletto | Sindaco eletto             | Voti        | %           | Voti          | %             | Seggi   |
| --------- | ------------------- | ------------------------ | ------------------------------------ | --------------- | --------------------------- | -------------- | -------------------------- | ----------- | ----------- | ------------- | ------------- | ------- |
| Chieti    | Francavilla al Mare | 29 novembre, 13 dicembre | 21 675                               |                 | Luigi Pizzi                 |                | Roberto Angelucci (Ind.)   | 5 160       | 34,62       | 7 182         | 63,25         | 12 / 20 |
| Chieti    | Ortona              | 24 maggio                | 22 601                               |                 | Gianfrancesco Puletti (AN)  |                | Gianfrancesco Puletti (AN) | 7 938       | 50,69       | —             | —             | 12 / 20 |
| Chieti    | San Salvo           | 24 maggio                | 15 527                               |                 | Arnaldo Mariotti (PDS)      |                | Arnaldo Mariotti (DS)      | 5 520       | 50,20       | —             | —             | 12 / 20 |
| Chieti    | Vasto               | 29 novembre              | 32 880                               |                 | Giuseppe Tagliente (AN)     |                | Giuseppe Tagliente (AN)    | 12 851      | 55,28       | —             | —             | 18 / 30 |
| L'Aquila  | L'Aquila            | 24 maggio, 7 giugno      | 66 813                               |                 | Antonio Carmine Centi (PDS) |                | Biagio Tempesta (FI)       | 22 418      | 48,54       | 23 730        | 56,42         | 24 / 40 |
| Pescara   | Pescara             | 29 novembre              | 122 236                              |                 | Carlo Pace (Ind.)           |                | Carlo Pace (Ind.)          | 41 170      | 51,26       | —             | —             | 24 / 40 |

## Elezioni del maggio 1998

### Provincia di Chieti

#### Ortona
|                                                 | Gianfrancesco Puletti ✔️ Sindaco | 7 938                | 50,69 | Alleanza Nazionale      | 2 432  | 16,49 | 4  |  |  |
| Forza Italia                                    | Gianfrancesco Puletti ✔️ Sindaco | 7 938                | 50,69 | 2 253                   | 15,28  | 4     |    |  |  |
| Cristiano Democratici per la Repubblica - Altri | Gianfrancesco Puletti ✔️ Sindaco | 7 938                | 50,69 | 1 817                   | 12,32  | 3     |    |  |  |
| Cristiani Democratici Uniti                     | Gianfrancesco Puletti ✔️ Sindaco | 7 938                | 50,69 | 498                     | 3,38   | 1     |    |  |  |
| Centro Cristiano Democratico                    | Gianfrancesco Puletti ✔️ Sindaco | 7 938                | 50,69 | 471                     | 3,19   | –     |    |  |  |
| Fiamma Tricolore                                | Gianfrancesco Puletti ✔️ Sindaco | 7 938                | 50,69 | 448                     | 3,04   | –     |    |  |  |
| Totale liste                                    | Gianfrancesco Puletti ✔️ Sindaco | 7 938                | 50,69 | 7 919                   | 53,71  | 12    |    |  |  |
|                                                 | Luca Menna                       | 5 109                | 32,62 | Democratici di Sinistra | 1 639  | 11,12 | 2  |  |  |
| Partito Popolare Italiano                       | Luca Menna                       | 5 109                | 32,62 | 1 576                   | 10,69  | 2     |    |  |  |
| Socialisti Democratici Italiani                 | Luca Menna                       | 5 109                | 32,62 | 681                     | 4,62   | 1     |    |  |  |
| Rifondazione Comunista                          | Luca Menna                       | 5 109                | 32,62 | 677                     | 4,59   | –     |    |  |  |
| Federazione dei Verdi                           | Luca Menna                       | 5 109                | 32,62 | 277                     | 1,88   | –     |    |  |  |
| Seggio di coalizione                            | Seggio di coalizione             | Seggio di coalizione | 32,62 | 1                       |        |       |    |  |  |
| Totale liste                                    | Luca Menna                       | 5 109                | 32,62 | 4 850                   | 32,89  | 5     |    |  |  |
|                                                 | Francesco Di Nardo               | 2 189                | 13,98 | Centro Democratico      | 1 458  | 9,89  | 1  |  |  |
| Rinnovamento Italiano                           | Francesco Di Nardo               | 2 189                | 13,98 | 238                     | 1,61   | –     |    |  |  |
| Seggio di coalizione                            | Seggio di coalizione             | Seggio di coalizione | 13,98 | 1                       |        |       |    |  |  |
| Totale liste                                    | Francesco Di Nardo               | 2 189                | 13,98 | 1 696                   | 11,50  | 1     |    |  |  |
|                                                 | Francesco Giuseppe Granata       | 425                  | 2,71  | Granata Sindaco         | 280    | 1,90  | –  |  |  |
| Totale                                          | Totale                           | 15 661               | 100   |                         | 14 745 | 100   | 20 |  |  |
|                                                 |                                  |                      |       |                         |        |       |    |  |  |
| Schede bianche                                  | Schede bianche                   | 123                  | 0,76  |                         |        |       |    |  |  |
| Schede nulle                                    | Schede nulle                     | 403                  | 2,49  |                         |        |       |    |  |  |
| Votanti                                         | Votanti                          | 16 187               | 70,47 |                         |        |       |    |  |  |
| Elettori                                        | Elettori                         | 22 971               |       |                         |        |       |    |  |  |
|                                                 |                                  |                      |       |                         |        |       |    |  |  |
| Fonte: Ministero dell'interno                   |                                  |                      |       |                         |        |       |    |  |  |

#### San Salvo
|                               | Arnaldo Mariotti ✔️ Sindaco | 5 520                | 50,20 | Democratici di Sinistra   | 3 270  | 32,16 | 8  |  |  |
| Partito Popolare Italiano     | Arnaldo Mariotti ✔️ Sindaco | 5 520                | 50,20 | 1 880                     | 18,49  | 4     |    |  |  |
| Totale liste                  | Arnaldo Mariotti ✔️ Sindaco | 5 520                | 50,20 | 5 150                     | 50,65  | 12    |    |  |  |
|                               | Renaldo Altieri             | 4 402                | 40,04 | Pace Giustizia nel Lavoro | 2 085  | 20,51 | 4  |  |  |
| Forza Italia                  | Renaldo Altieri             | 4 402                | 40,04 | 1 333                     | 13,11  | 2     |    |  |  |
| Alleanza Nazionale            | Renaldo Altieri             | 4 402                | 40,04 | 821                       | 8,07   | 1     |    |  |  |
| Seggio di coalizione          | Seggio di coalizione        | Seggio di coalizione | 40,04 | 1                         |        |       |    |  |  |
| Totale liste                  | Renaldo Altieri             | 4 402                | 40,04 | 4 239                     | 41,69  | 7     |    |  |  |
|                               | Clementina De Virgiliis     | 741                  | 6,74  | Lista Civica              | 465    | 4,57  | –  |  |  |
|                               | Giuseppina Catapiani        | 332                  | 3,02  | Rifondazione Comunista    | 314    | 3,09  | –  |  |  |
| Totale                        | Totale                      | 10 995               | 100   |                           | 10 168 | 100   | 20 |  |  |
|                               |                             |                      |       |                           |        |       |    |  |  |
| Schede bianche                | Schede bianche              | 167                  | 1,44  |                           |        |       |    |  |  |
| Schede nulle                  | Schede nulle                | 401                  | 3,47  |                           |        |       |    |  |  |
| Votanti                       | Votanti                     | 11 563               | 80,89 |                           |        |       |    |  |  |
| Elettori                      | Elettori                    | 14 295               |       |                           |        |       |    |  |  |
|                               |                             |                      |       |                           |        |       |    |  |  |
| Fonte: Ministero dell'interno |                             |                      |       |                           |        |       |    |  |  |

### Provincia dell'Aquila

#### L'Aquila
| Candidati                       | Candidati                  | II turno             | II turno      | I turno | I turno | Liste                                   | Voti   | %     | Seggi |
| Candidati                       | Candidati                  | Voti                 | %             | Voti    | %       | Liste                                   | Voti   | %     | Seggi |
| ------------------------------- | -------------------------- | -------------------- | ------------- | ------- | ------- | --------------------------------------- | ------ | ----- | ----- |
|                                 | Biagio Tempesta ✔️ Sindaco | 23 730               | 56,42         | 22 418  | 48,54   | Forza Italia                            | 6 389  | 15,02 | 8     |
| Alleanza Nazionale              | Biagio Tempesta ✔️ Sindaco | 23 730               | 56,42         | 22 418  | 48,54   | 5 284                                   | 12,43  | 7     |       |
| Cristiani Democratici Uniti     | Biagio Tempesta ✔️ Sindaco | 23 730               | 56,42         | 22 418  | 48,54   | 3 996                                   | 9,40   | 5     |       |
| Centro Cristiano Democratico    | Biagio Tempesta ✔️ Sindaco | 23 730               | 56,42         | 22 418  | 48,54   | 3 266                                   | 7,68   | 4     |       |
| Totale liste                    | Biagio Tempesta ✔️ Sindaco | 23 730               | 56,42         | 22 418  | 48,54   | 18 935                                  | 44,53  | 24    |       |
|                                 | Antonio Carmine Centi      | 18 331               | 43,58         | 19 864  | 43,01   | Democratici di Sinistra                 | 8 430  | 19,82 | 6     |
| Partito Popolare Italiano       | Antonio Carmine Centi      | 18 331               | 43,58         | 19 864  | 43,01   | 4 902                                   | 11,53  | 4     |       |
| Rifondazione Comunista          | Antonio Carmine Centi      | 18 331               | 43,58         | 19 864  | 43,01   | 2 327                                   | 5,47   | 1     |       |
| Rinnovamento Italiano           | Antonio Carmine Centi      | 18 331               | 43,58         | 19 864  | 43,01   | 1 813                                   | 4,26   | 1     |       |
| Socialisti Democratici Italiani | Antonio Carmine Centi      | 18 331               | 43,58         | 19 864  | 43,01   | 1 686                                   | 3,96   | 1     |       |
| Federazione dei Verdi           | Antonio Carmine Centi      | 18 331               | 43,58         | 19 864  | 43,01   | 1 066                                   | 2,51   | –     |       |
| Seggio di coalizione            | Seggio di coalizione       | Seggio di coalizione | 43,58         | 19 864  | 43,01   | 1                                       |        |       |       |
| Totale liste                    | Antonio Carmine Centi      | 18 331               | 43,58         | 19 864  | 43,01   | 20 224                                  | 47,56  | 13    |       |
|                                 | Enzo Lombardi              | Enzo Lombardi        | Enzo Lombardi | 3 903   | 8,45    | Cristiano Democratici per la Repubblica | 3 364  | 7,91  | 1     |
| Seggio di coalizione            | Seggio di coalizione       | Seggio di coalizione | Enzo Lombardi | 3 903   | 8,45    | 1                                       |        |       |       |
| Totale                          | Totale                     | 42 061               | 100           | 46 185  | 100     |                                         | 42 523 | 100   | 40    |
|                                 |                            |                      |               |         |         |                                         |        |       |       |
| Schede bianche                  | Schede bianche             | 370                  | 0,86          | 592     | 1,23    |                                         |        |       |       |
| Schede nulle                    | Schede nulle               | 745                  | 1,73          | 1 505   | 3,12    |                                         |        |       |       |
| Votanti                         | Votanti                    | 43 146               | 72,85         | 48 282  | 81,52   |                                         |        |       |       |
| Elettori                        | Elettori                   | 59 225               |               | 59 225  |         |                                         |        |       |       |
|                                 |                            |                      |               |         |         |                                         |        |       |       |
| Fonte: Ministero dell'interno   |                            |                      |               |         |         |                                         |        |       |       |

## Elezioni del novembre 1998

### Provincia di Chieti

#### Francavilla al Mare
| Candidati                            | Candidati                    | II turno             | II turno            | I turno | I turno | Liste                        | Voti   | %     | Seggi |
| Candidati                            | Candidati                    | Voti                 | %                   | Voti    | %       | Liste                        | Voti   | %     | Seggi |
| ------------------------------------ | ---------------------------- | -------------------- | ------------------- | ------- | ------- | ---------------------------- | ------ | ----- | ----- |
|                                      | Roberto Angelucci ✔️ Sindaco | 7 182                | 63,25               | 5 160   | 34,62   | Centro Cristiano Democratico | 1 658  | 11,84 | 5     |
| Unione Democratica per la Repubblica | Roberto Angelucci ✔️ Sindaco | 7 182                | 63,25               | 5 160   | 34,62   | 1 539                        | 10,99  | 4     |       |
| Il Centro                            | Roberto Angelucci ✔️ Sindaco | 7 182                | 63,25               | 5 160   | 34,62   | 1 151                        | 8,22   | 3     |       |
| Totale liste                         | Roberto Angelucci ✔️ Sindaco | 7 182                | 63,25               | 5 160   | 34,62   | 4 348                        | 31,04  | 12    |       |
|                                      | Marcello Russo               | 4 173                | 36,75               | 4 574   | 30,69   | Alleanza Nazionale           | 1 787  | 12,76 | 1     |
| Lista Civica                         | Marcello Russo               | 4 173                | 36,75               | 4 574   | 30,69   | 1 624                        | 11,59  | 1     |       |
| Forza Italia                         | Marcello Russo               | 4 173                | 36,75               | 4 574   | 30,69   | 1 369                        | 9,77   | 1     |       |
| Seggio di coalizione                 | Seggio di coalizione         | Seggio di coalizione | 36,75               | 4 574   | 30,69   | 1                            |        |       |       |
| Totale liste                         | Marcello Russo               | 4 173                | 36,75               | 4 574   | 30,69   | 4 780                        | 34,12  | 3     |       |
|                                      | Alessandro Bruno             | Alessandro Bruno     | Alessandro Bruno    | 3 959   | 26,56   | Democratici di Sinistra      | 1 575  | 11,24 | 2     |
| Partito Popolare Italiano            | Alessandro Bruno             | Alessandro Bruno     | Alessandro Bruno    | 3 959   | 26,56   | 1 331                        | 9,50   | 1     |       |
| Rinnovamento Italiano                | Alessandro Bruno             | Alessandro Bruno     | Alessandro Bruno    | 3 959   | 26,56   | 658                          | 4,70   | –     |       |
| Rifondazione Comunista               | Alessandro Bruno             | Alessandro Bruno     | Alessandro Bruno    | 3 959   | 26,56   | 317                          | 2,26   | –     |       |
| Seggio di coalizione                 | Seggio di coalizione         | Seggio di coalizione | Alessandro Bruno    | 3 959   | 26,56   | 1                            |        |       |       |
| Totale liste                         | Alessandro Bruno             | Alessandro Bruno     | Alessandro Bruno    | 3 959   | 26,56   | 3 881                        | 27,71  | 3     |       |
|                                      | Vincenzo Di Lorenzo          | Vincenzo Di Lorenzo  | Vincenzo Di Lorenzo | 818     | 5,49    | Lista Civica                 | 672    | 4,80  | –     |
|                                      | Fabrizio Bosio               | Fabrizio Bosio       | Fabrizio Bosio      | 394     | 2,64    | Federazione dei Verdi        | 327    | 2,33  | –     |
| Totale                               | Totale                       | 11 355               | 100                 | 14 905  | 100     |                              | 14 008 | 100   | 20    |
|                                      |                              |                      |                     |         |         |                              |        |       |       |
| Schede bianche                       | Schede bianche               | 260                  | 2,17                | 260     | 1,67    |                              |        |       |       |
| Schede nulle                         | Schede nulle                 | 394                  | 3,28                | 394     | 2,53    |                              |        |       |       |
| Votanti                              | Votanti                      | 12 009               | 59,86               | 15 559  | 77,56   |                              |        |       |       |
| Elettori                             | Elettori                     | 20 061               |                     | 20 061  |         |                              |        |       |       |
|                                      |                              |                      |                     |         |         |                              |        |       |       |
| Fonte: Ministero dell'interno        |                              |                      |                     |         |         |                              |        |       |       |

#### Vasto
|                                             | Giuseppe Tagliente ✔️ Sindaco | 12 851               | 55,28 | Alleanza per Tagliente               | 6 878  | 31,38 | 11 |  |  |
| Forza Italia - Centro Cristiano Democratico | Giuseppe Tagliente ✔️ Sindaco | 12 851               | 55,28 | 4 329                                | 19,75  | 7     |    |  |  |
| Totale liste                                | Giuseppe Tagliente ✔️ Sindaco | 12 851               | 55,28 | 11 207                               | 51,13  | 18    |    |  |  |
|                                             | Nicola D'Adamo                | 7 875                | 33,88 | Democratici di Sinistra              | 4 397  | 20,06 | 5  |  |  |
| Partito Popolare Italiano                   | Nicola D'Adamo                | 7 875                | 33,88 | 2 460                                | 11,22  | 3     |    |  |  |
| Rifondazione Comunista                      | Nicola D'Adamo                | 7 875                | 33,88 | 786                                  | 3,59   | –     |    |  |  |
| Federazione dei Verdi                       | Nicola D'Adamo                | 7 875                | 33,88 | 573                                  | 2,61   | –     |    |  |  |
| Seggio di coalizione                        | Seggio di coalizione          | Seggio di coalizione | 33,88 | 1                                    |        |       |    |  |  |
| Totale liste                                | Nicola D'Adamo                | 7 875                | 33,88 | 8 216                                | 37,49  | 8     |    |  |  |
|                                             | Antonio Prospero              | 2 520                | 10,84 | Unione Democratica per la Repubblica | 2 494  | 11,38 | 2  |  |  |
| Seggio di coalizione                        | Seggio di coalizione          | Seggio di coalizione | 10,84 | 1                                    |        |       |    |  |  |
| Totale                                      | Totale                        | 23 246               | 100   |                                      | 21 917 | 100   | 30 |  |  |
|                                             |                               |                      |       |                                      |        |       |    |  |  |
| Schede bianche                              | Schede bianche                | 192                  | 0,80  |                                      |        |       |    |  |  |
| Schede nulle                                | Schede nulle                  | 502                  | 2,10  |                                      |        |       |    |  |  |
| Votanti                                     | Votanti                       | 23 940               | 78,56 |                                      |        |       |    |  |  |
| Elettori                                    | Elettori                      | 30 473               |       |                                      |        |       |    |  |  |
|                                             |                               |                      |       |                                      |        |       |    |  |  |
| Fonte: Ministero dell'interno               |                               |                      |       |                                      |        |       |    |  |  |

### Provincia di Pescara

#### Pescara
|                                                              | Carlo Pace ✔️ Sindaco       | 41 170               | 51,26 | Alleanza Nazionale      | 11 640 | 16,36 | 8  |  |  |
| Forza Italia                                                 | Carlo Pace ✔️ Sindaco       | 41 170               | 51,26 | 11 319                  | 15,91  | 8     |    |  |  |
| Centro Cristiano Democratico                                 | Carlo Pace ✔️ Sindaco       | 41 170               | 51,26 | 3 931                   | 5,53   | 3     |    |  |  |
| Cattolici Democratici                                        | Carlo Pace ✔️ Sindaco       | 41 170               | 51,26 | 3 496                   | 4,91   | 2     |    |  |  |
| Pescara Futura                                               | Carlo Pace ✔️ Sindaco       | 41 170               | 51,26 | 3 478                   | 4,89   | 2     |    |  |  |
| Democrazia Cristiana                                         | Carlo Pace ✔️ Sindaco       | 41 170               | 51,26 | 1 742                   | 2,45   | 1     |    |  |  |
| Totale liste                                                 | Carlo Pace ✔️ Sindaco       | 41 170               | 51,26 | 35 606                  | 50,05  | 24    |    |  |  |
|                                                              | Gianni Melilla              | 37 099               | 46,19 | Democratici di Sinistra | 12 400 | 17,43 | 7  |  |  |
| Partito Popolare Italiano                                    | Gianni Melilla              | 37 099               | 46,19 | 8 622                   | 12,12  | 4     |    |  |  |
| Socialisti Democratici Italiani                              | Gianni Melilla              | 37 099               | 46,19 | 4 154                   | 5,84   | 2     |    |  |  |
| Rifondazione Comunista                                       | Gianni Melilla              | 37 099               | 46,19 | 2 254                   | 3,17   | 1     |    |  |  |
| Federazione dei Verdi                                        | Gianni Melilla              | 37 099               | 46,19 | 2 160                   | 3,04   | 1     |    |  |  |
| Partito dei Comunisti Italiani                               | Gianni Melilla              | 37 099               | 46,19 | 1 453                   | 2,04   | –     |    |  |  |
| Rinnovamento Italiano - Unione Democratica per la Repubblica | Gianni Melilla              | 37 099               | 46,19 | 1 323                   | 1,86   | –     |    |  |  |
| Nuova Pescara                                                | Gianni Melilla              | 37 099               | 46,19 | 1 167                   | 1,64   | –     |    |  |  |
| Seggio di coalizione                                         | Seggio di coalizione        | Seggio di coalizione | 46,19 | 1                       |        |       |    |  |  |
| Totale liste                                                 | Gianni Melilla              | 37 099               | 46,19 | 33 533                  | 47,14  | 15    |    |  |  |
|                                                              | Piergiuseppe D'Andreamatteo | 1 169                | 1,46  | Il Timone               | 1 342  | 1,89  | –  |  |  |
|                                                              | Pasquale Provenzano         | 874                  | 1,09  | Fronte Nazionale        | 659    | 0,93  | –  |  |  |
| Totale                                                       | Totale                      | 80 312               | 100   |                         | 71 140 | 100   | 40 |  |  |
|                                                              |                             |                      |       |                         |        |       |    |  |  |
| Schede bianche                                               | Schede bianche              | 1 145                | 1,37  |                         |        |       |    |  |  |
| Schede nulle                                                 | Schede nulle                | 2 259                | 2,70  |                         |        |       |    |  |  |
| Votanti                                                      | Votanti                     | 83 716               | 77,26 |                         |        |       |    |  |  |
| Elettori                                                     | Elettori                    | 108 359              |       |                         |        |       |    |  |  |
|                                                              |                             |                      |       |                         |        |       |    |  |  |
| Fonte: Ministero dell'interno                                |                             |                      |       |                         |        |       |    |  |  |